# Березовка (Новоукраинский район)
Березо́вка (укр. Березівка) — село в Смолинской поселковой общине Новоукраинского района Кировоградской области Украины.
До 2020 года входило в Маловисковский район
Население по переписи 2001 года составляло 810 человек. Почтовый индекс — 26222. Телефонный код — 5258. Код КОАТУУ — 3523180901.